# دهستان بن معلی
دهستان بن معلی نام دهستانی در بخش مرکزی شهرستان شوش، استان خوزستان در ایران است. براساس سرشماری مرکز آمار ایران در سال ۱۳۸۵، جمعیت آن ۹۲۳۱ نفر (۱۷۹۶ خانوار) بوده‌است.مردم منطقه بیشتر از ایل سکوند و ایل دیناروند و ایل بالاگریوه هستند.